# Parabola dei vignaioli omicidi

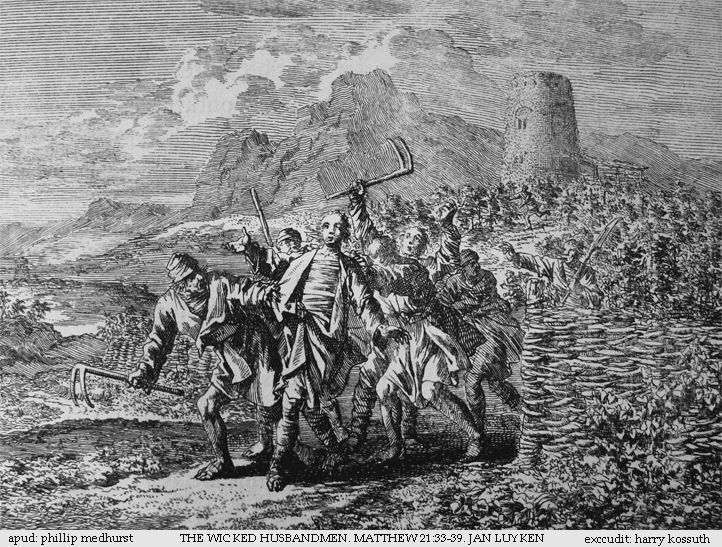
La parabola dei vignaioli omicidi in una stampa di Jan Luyken

La parabola dei vignaioli omicidi è una parabola di Gesù presente nei vangeli secondo Matteo (21,33-44.), Marco (12,1-11.) e Luca (20,9-18). È inoltre presente nell'apocrifo Vangelo di Tommaso (capitolo 65).
Nei vangeli sinottici l'insegnamento viene rivolto da Gesù alla gente presente nel tempio durante la settimana prima della sua morte. Il Vangelo di Tommaso, come di consueto, non fornisce invece il contesto narrativo.

## Testo

### Vangelo secondo Marco
Non avete neppure letto questa Scrittura:

“La pietra che i costruttori hanno rifiutata

è diventata pietra angolare;

ciò è stato fatto dal Signore,

### Vangelo secondo Matteo
La pietra che i costruttori hanno scartata

è diventata testata d'angolo;

dal Signore è stato fatto questo

ed è mirabile agli occhi nostri?

### Vangelo secondo Luca
La pietra che i costruttori hanno scartata,

è diventata testata d'angolo?

### Vangelo di Tommaso
(Vangelo di Tommaso, 65)

## Interpretazione
Nell'antico testamento la vigna e il fico rappresentano il popolo di Israele. Gli uomini giusti sono come i grappoli d'uva, il frutto desiderato dal padrone della vigna, Iddio.. Nel nuovo testamento la vigna, tolta ai vignaioli e data ad altri, rappresenta con maggiore precisione il Regno di Dio, la comunità di coloro che ascoltano la parola di Dio. I servitori, che parlano a nome del padrone ma non vengono ascoltati, anzi sono percossi e feriti, sono i profeti Il figlio, poi, è Cristo stesso. Si osservi che Matteo e Luca correggono Marco, che aveva scritto che i vignaioli uccisero il figlio e lo gettarono fuori del campo. Per maggiore accuratezza della parabola Matteo e Luca invertono l'ordine degli eventi perché Gesù fu crocefisso fuori città. I vignaioli sono chiaramente gli scribi e i farisei del tempo di Gesù, come spiegato nei versetti successivi.